# Long time no see
Long time no see，是一句以英語組成的問候短句，译为「好久不见」，被用于两个人很长时间没有见面的情况下。“Long time no see”有时候也会被用为“So long no see”。
然而，“Long time no see”這種寫法嚴格來說並不符合英語語法規則，這個短句也並非源自以英語為母語者，而是一句混雜英語和其他外語成分的皮钦英语 ，经常被认为是通过汉语“好久不见”演化来的，在華人族群和北美洲原住民族群中特別常見。

## 起源
- 根據牛津英語字典所記載，“long time no see”這一短句最早收錄在美國陸軍上尉卓爾能（W. F. Drannan）所著的《平原上的三十一年》（31 Years on Plain）一書中， 根據書中的描述，一名男性印第安人用不太純熟的英語向旁白員打招呼：“Good mornin. Long time no see you.”[1]（早安，很久沒有見到你了，其中Good mornin為“Good Morning”漏掉尾音“g”的誤讀）。這句對白某程度上也反映了北美洲原住民對英語特有的運用。

- “long time no see”大約在19世紀末由大批移民美國的華籍勞工的使用而成為了一個美式英語短句。 其後隨著英美之間的商業和海事往來而進入了英式英語的領域。其他同樣因此而進入英式英語詞彙的洋泾浜英语還有“no can do”（不能做）和 “chop chop！”（趕快！）[2]

## 在流行文化中
短语“Long time no see”是一些电影和电视剧的标题。这也被用于对话当中，例如2015年的瑞克與莫蒂S2E03以及2019年的美国超级英雄电影复仇者联盟4：终局之战中就有使用。